# Erki Nool
Erki Nool, född den 25 juni 1970 i Võru, Estniska SSR, Sovjetunionen är en estländsk politiker och före detta friidrottare som tävlade under 1990-talet och 2000-talet i mångkamp. 
Nools första mästerskap var Olympiska sommarspelen 1992 i Barcelona där han inte fullföljde tävlingen. 1996 vann han sin första mästerskapstitel när han vann EM-guld inomhus i sjukamp. Nool deltog även vid Olympiska sommarspelen 1996 i Atlanta där han slutade på sjätte plats. Året efter blev han sexa även vid VM 1997 i Aten.
Under 1998 kom hans första större seger i tiokamp när han vann EM-guld i Budapest. Nools främsta merit är från Olympiska sommarspelen 2000 i Sydney där han vann olympiskt guld. Dramatiken kom i diskuskastningen där Nool hade två övertramp och fick först sitt tredje kast dömt som övertramp. Han överklagade beslutet och fick sitt kast godkänt, vilket gjorde att han kunde vinna före Roman Šebrle. 
Nools personliga rekord är från VM 2001 där han noterade en serie på 8 815 poäng men trots detta var han chanslös mot Tomáš Dvořák. Nool försökte försvara sitt OS-guld vid Olympiska sommarspelen 2004 i Aten men slutade först på åttonde plats. 
2007 valdes Nool in i det estländska parlamentet Riigikogu som ledamot för det konservativa partiet Förbundet Fäderneslandet och Res Publica.